# لمور موشی مادام برت
لمور موشی مادام برت (نام علمی: Microcebus berthae) نام یک گونه از سرده لمورهای موشی است. این لمور با متوسط طول ۹٫۲ سانتیمتر (۳٫۶ اینچ) و وزن حدود ۳۰ گرم (۱٫۱ اونس) کوچکترین نخستی‌سان کره زمین است. لمور موشی مادام برت یکی از متعدد گونه‌ها از خانواده‌ی لمورهای مالاگاسی (زبان مالاگاسی و اشاره به کشور ماداگاسکار) است که از طریق گونه‌زایی گسترده‌ای از سازوکارها و شرایط محیطی ناشناخته به وجود آمده‌است. این پستاندار به‌طور عمده در جنگل کریندی و در غرب ماداگاسکار یافت می‌شود. این لمورها معمولاً به صورت منفرد در پی غذا می‌روند هر چند، تعامل اجتماعی با سایر اعضا در میان آن‌ها برقرار است. تقریباً نیمی از اوقات خود را در خواب سپری می‌کنند. در مواردی، مسیرهای دو عضو این گونه ممکن است با هم تلاقی داشته باشد که در این‌صورت، منجر به انواع فعالیت‌ها و کنش‌های اجتماعی می‌شود که می‌تواند شامل جوریدن (نظافت متقابل)، رابطه جنسی و غیره باشد. لمور موشی مادام برت برخلاف سایر گونه لمورها در طی فصول سرد و خشک، به خواب زمستانی نمی‌روند و در عوض، محدوده وسیع‌تری از محیط خانگی و معمولشان را برای جستجوی غذا می‌پیمایند.
پس از کشف این لمور در سال ۱۹۹۲ در جنگل‌های برگ‌ریز غرب ماداگاسکار، تصور اولیه بر این بود که ممکن است کشف مجدد لمور موشی کوتوله باشد اما مطالعات ریخت‌شناسی (ریخت‌شناسی گونه‌ها) و ژنتیکی، وضعیت آن را به عنوان یک گونهٔ جدید نشان داد. نام این لمور برگرفته از نام بانوی محیط‌بان و محافظ جانوران و همچنین نخستی‌شناس برجسته ماداگاسکار، برت راکوتو سامی‌مانا است. وی دبیرکل انجمن مرکز مطالعات و تحقیقات پستانداران «یا به اختصار (GERP)» از بدو تأسیس تا زمان مرگش در سال ۲۰۰۵ بود.